# Lon Chaney
 Denne artikel omhandler Lon Chaney senior. Opslagsordet har også en anden betydning, se Lon Chaney junior.
Lon Chaney, Sr. (født 1. april 1883, død 26. august 1930) var en amerikansk stumfilmsskuespiller.
Han var kendt som "The Man of a Thousand Faces", fordi han kunne sminke og kostumiere sig til ukendelighed i sine film.
Han var far til Lon Chaney Jr.

## Udvalgt filmografi
- All for Peggy (1915)
- Alas and Alack (1915)
- Udenfor Loven (1920)
- The Unholy Three (1925)
- The Phantom of the Opera (1925)
- London After Midnight (1927)